# 혼고촌 (야마가타현 니시무라야마군)
혼고촌(本郷村)은 야마가타현 니시무라야마군에 설치되었던 촌이다. 현재의 오에정 중부에 해당한다.